# Toxorhina (Ceratocheilus) nasus
Toxorhina (Ceratocheilus) nasus is een tweevleugelige uit de familie steltmuggen (Limoniidae). De soort komt voor in het Australaziatisch gebied.